# Michel Paléologue (général)
Michel Paléologue est un membre de la famille byzantine des Paléologues, général actif au XIIe siècle, sous le règne de Manuel Ier Comnène.

## Biographie
Fils probable de Nicéphore Paléologue et petit-fils de Georges Paléologue, il a longtemps été considéré comme un fils de ce dernier et identifié au Paléologue que le Timarion mentionne comme duc de Thessalonique (il s'agit en fait d'Andronic Doukas Paléologue). Néanmoins, Vitalien Laurent a démontré que l'essentiel de sa carrière se déroule sous Manuel Ier et donc qu'il ne peut être déjà actif sous Alexis Ier. Il aurait été exilé par Jean II Comnène, sans que la raison n'ait été rapportée. Il est rappelé en 1143. Il connaît alors un conflit avec Joseph Balsamon, réglé devant le préteur de l'Hellas, ce qui laisse penser que ses propriétés s'y situent. En 1147, il fait partie de l'ambassade qui vient à la rencontre de la deuxième croisade à Sardique, puis il accueille le roi de France Louis VII, qui vient de traverser le Danube. 
En 1155, il débarque en Italie. Avec Alexandre de Conversano et le sébaste Jean Doukas, il se rend à Ancône pour tenter de rendre l'Italie du sud à l'Empire byzantin. Doté d'une importante somme d'argent, il tente d'acheter l'alliance des Normands installés dans la région et parvient, avec un certain succès, à reprendre quelques cités, dont Bari. Toutefois, il meurt prématurément en 1156 d'une brève maladie de trois jours. Lors de son agonie, il se fait tonsurer et prend le nom monastique de Moses. Jean Doukas prend sa suite après lui avoir rendu les honneurs funèbres. 
Michel Paléologue semble avoir eu pour fils le mégaduc Alexis Paléologue, ce qui l'identifierait au Paléologue mentionné dans le poème de Théodore Prodrome célébrant l'union d'Alexis Paléologue avec une descendante de Jean II Comnène.

## Source
- Jean-Claude Cheynet et Jean-François Vannier, Études prosopographiques, Publications de la Sorbonne, 1986, 204 p. (ISBN 978-2-85944-110-4)